# ネヴァ (小惑星)
ネヴァまたはネワ (1603 Neva) は小惑星帯に位置する小惑星である。クリミア半島にあるシメイズ天文台（後のクリミア天体物理天文台）で、ソビエト連邦の天文学者グリゴリー・ネウイミンが発見した。
ソビエト連邦（現ロシア）西北部を流れているネヴァ川に因んで命名された。